# マジでオタクなイングリッシュ!りぼんちゃん 〜英語で戦う魔法少女〜
『マジでオタクなイングリッシュ! りぼんちゃん 〜英語で戦う魔法少女〜』（マジでオタクなイングリッシュ りぼんちゃん えいごでたたかうまほうしょうじょ）は、日本の短編アニメ作品。

## 概要
2012年7月31日よりAT-Xでランダム放送された約5分のショートアニメで、番宣CM枠内での放送となっている。毎週1話ずつ火曜日更新（7話以降は金曜日更新）。キャラクターデザインは『もえたん』のPOP。『アキバBlog』公認連動作品で、POPデザインのマスコットキャラクターであるナードが登場する。作品内で使われたオタク用語を英語にするという形をとるが、ストーリー性はほぼ皆無で、他作品のパロディの他、制作費がない、スタッフがいないので作画崩壊など制作現場のメタフィクションもよくネタにする。
コミックマーケット82では特典アニメDVD付きファンブックを発売。ニコニコ動画でもチャンネルを開設し、2012年8月31日から配信されている。
2013年7月から9月まで第2弾『マジでオタクなイングリッシュ!りぼんちゃん the TV』（マジでオタクなイングリッシュ りぼんちゃん ザ・ティービィー）がテレビ東京にて放送された。the TVになって公式サイトは暫く更新されないままだったが8月15日になって更新された。
タイトルが長いため『マジでオタクなイングリッシュ!りぼんちゃん』『りぼんちゃん the TV』「マジでオタクなイングリッシュ!』などと略されることもある。

## 登場人物
七色りぼん / りぼんちゃん
声 - 丹下桜
主人公。17歳。英語が苦手な普通の女子高生だったが、トナーから貰った不思議なステッキで魔法少女になる。ベルとガーネットと共に4クールほど町の平和のために戦っていた。ケントという憧れの幼馴染がいる。前世はカードアニメの主人公だったらしく「ほえー」が口癖。
ベル
声 - 金元寿子
第2の魔法少女で、ボーイッシュな口調に明るい青い髪が特徴。17歳。基本的に無愛想だが、必要とあらば笑顔も見せる。読書を好む。
ガーネット
声 - 佐藤利奈
第3の魔法少女。17歳。お姉さん的ポジションでお淑やかなお嬢様口調が特徴。表向きはお淑やかな感じだが、裏で計画を仕込むあくどい知略家的な思考の持ち主。お嬢様属性でキャラが被るバル子は邪魔だと思っている。ファンネルと呼ばれる多くの親衛隊がいる。
ライ バル子
声 - 小林ゆう
厨二病で、世界征服を目差すライバルの魔法少女。17歳。基本的に突っ込みキャラでツンデレ属性あり。『ナードとバル子の今日のFAQ』コーナーにも出演。
ナード
声 - 中隈志保
金髪セミロングのボブの少女。番組ラストの『ナードとバル子の今日のFAQ』コーナーに出演。第3話から本編にも登場。
アキバBlogのマスコットキャラクターだが、本作の出番ほしさに本業の方を休むことも（該当話の間、アキバblogトップから姿を消していた）。しかしその割に自身が目立てない展開に嘆くこともしばしば。その頑張りが2期目最終回でようやく実を結ぶことになる。
トナー
声 - 五十嵐浩子
りぼんちゃんの使い魔の猫。主な役割はりぼんちゃんへの突っ込み。
ジェット
声 - 近藤孝行
ベルの使い魔の鮫。口調から豪快な性格。
タンク
声 - 村上裕哉
ガーネットの使い魔のモグラ。「ぷもー」が口癖だが、たまに普通にしゃべる。
プロデューサー
声 - 前田弘喜（プロデューサーA）、佐々木義人（プロデューサーB）、村上裕哉（プロデューサーC）
第4話に登場。スタッフやキャストが去ってしまい、自分達で魔法少女をやる羽目に。第11話では後付設定でりぼんちゃんがあと1週間の命だと告げる。第2期2話でわざわざスタジオの引越しを告知に来ているが、肝心の制作進行がおざなりなことも露見している。
似たような3人だが、プロデューサーCはベル好きでドMな性格。
ふじっぴー
声 - 前田弘喜
第6話に登場。富士山のゆるキャラ。他にもニャンピー（中村橋商店街）、せんとくん（奈良県）、まりもっこり（北海道）も登場。
Tさん
第9話に登場。アニメ製作スタッフで事件の真犯人。前回（第7話）はアクションが多かったため、今回（第8、9話）の作画枚数を減らさなければならず、キャラを殺して作画枚数を減らそうと企む。
ジミ子
声 - 柚原有里
第2期OPおよび第7話より登場。バル子の下僕(設定)その1。オドオドした地味子キャラ。眼鏡属性で、例の如く裸眼の状態ではガーネットの親衛隊を揺らがせるほどの美人。「今日のFAQ」も代わりに担当。
ミ子
声 - 辻あゆみ
第2期OPおよび第7話より登場。バル子の下僕(設定)その2。巫女属性で年めいた話方をする。キャラが被ってるベルに対抗意識を燃やす。「今日のFAQ」も代わりに担当。
ナレーション
声 - 藤原啓治（日本語） / 川奈栞（英語）
本作のナレーション担当。日本語担当の方は音響監督も務めているためか、スタッフの制作事情に巻き込まれることも。
英語のナレーションの方は、所々で表示される英語の定型文を丁寧に読み上げる。

## スタッフ
- 監督・演出・絵コンテ - 仁昌寺義人
- 原作・キャラクターデザイン原案 - POP
- 企画 - 三浦亨、高倉誠司
- 企画協力 - ぱすてるデザイン、AIR AGENCY
- スーパーエクゼクティブプロデューサー[注 1] - 直井徹
- プロデューサー - 藤田敏（AT-X）（第1期）、福永収・芝井厚介（ぱすてるデザイン）、長野敏之（第1期）
- シリーズ構成・脚本 - 中村浩二郎（第1期） / 中條元史（the TV）
- キャラクターデザイン・総作画監督 - 北島信幸
- 美術監督 - 杉山裕子
- 色彩設計 - 松山愛子
- 編集 - 右山章太
- コンポジットディレクター - 加藤友宜 / 田中浩介（the TV）
- 音楽 - i.o.sound
- 音楽プロデューサー - 津上潤也
- 音楽制作 - ぱすてるデザイン
- 音響監督 - 藤原啓治
- 音響制作 - AIR AGENCY
- デジタルラインプロデューサー - 神部裕彦
- 統括プロデューサー - 岡村繁久
- 制作プロデューサー - 大原泰三
- アニメーション製作・制作 - AICフロンティア[注 2]

## 主題歌
テーマソング「EXAMINATION」（第1期第7話、the TV第1話）
作詞・作曲 - 津上潤也（i.o） / 編曲 - レインメーカー（i.o） / 歌 - 丹下桜
「the TV」OPでは本編に登場しないキャラクターも登場しており、全て創作カット。
歌詞は一見シリアスだが、実はりぼんちゃんがテストで赤点を取ってしまい追試を受けるという内容を、中二病男子の世界観の言葉で書いた詩というもの。

## 各話リスト
| 話数   | サブタイトル                            | 初回放送日     |
| 第1期  | 第1期                                   | 第1期          |
| ------ | --------------------------------------- | -------------- |
| 第1話  | さらば!りぼんちゃん                     | 2012年 7月31日 |
| 第2話  | 海外進出だよ!りぼんちゃん               | 8月7日         |
| 第3話  | 作画崩壊だよ!りぼんちゃん               | 8月14日        |
| 第4話  | オレ、オレ、オレだよ!りぼんちゃん       | 8月21日        |
| 第5話  | もしものコーナーだよ!りぼんちゃん       | 8月28日        |
| 第6話  | 聖地巡礼だよ!りぼんちゃん               | 9月4日         |
| 第7話  | オープニングだよ!りぼんちゃん           | 10月12日       |
| 第8話  | 名探偵!りぼんちゃん                     | 10月19日       |
| 第9話  | 名探偵!りぼんちゃん 完結編              | 10月26日       |
| 第10話 | カードファイトだよ!りぼんちゃん         | 11月2日        |
| 第11話 | 別れは突然だよ!りぼんちゃん             | 11月9日        |
| 第12話 | 燃えつきろ!りぼんちゃん                 | 11月16日       |
| the TV |                                         |                |
| 第1話  | いきなり総集編だよ、りぼんちゃん        | 2013年 7月5日  |
| 第2話  | 新展開だよ、りぼんちゃん                | 7月12日        |
| 第3話  | 夏だ!海だよ、りぼんちゃん               | 7月19日        |
| 第4話  | 会議は熱いよ、りぼんちゃん              | 7月26日        |
| 第5話  | アプリだよ、りぼんちゃん                | 8月2日         |
| 第6話  | コミケだよ、りぼんちゃん                | 8月9日         |
| 第7話  | 今さら新キャラだよ、りぼんちゃん        | 8月16日        |
| 第8話  | 働く魔法少女だよ、りぼんちゃん          | 8月23日        |
| 第9話  | 進撃だよ、りぼんちゃん attack on ribbon | 8月30日        |
| 第10話 | エンディングだよ、りぼんちゃん          | 9月6日         |

## 放送局
| 放送地域   | 放送局     | 放送期間               | 放送日時           | 放送系列         | 備考             |
| the TV     | the TV     | the TV                 | the TV             | the TV           | the TV           |
| ---------- | ---------- | ---------------------- | ------------------ | ---------------- | ---------------- |
| 関東広域圏 | テレビ東京 | 2013年7月5日 - 9月6日  | 金曜 25:53 - 26:00 | テレビ東京系列   |                  |
| 日本全域   | AT-X       | 2013年8月4日 - 10月6日 | 日曜 19:55 - 20:00 | アニメ専門CS放送 | リピート放送あり |